# Lee Winston Leandro da Silva Oliveira
Lee Winston Leandro da Silva Oliveira, conhecido apenas como Lee (São Paulo, 9 de março de 1988), é um futebolista brasileiro que atua como goleiro. Atualmente, defende o Bahia de Feira.

## Carreira
Nascido em São Paulo, Lee se mudou para Salvador, e iniciou sua carreira nas categorias de base do Vitória. Em 2008, foi promovido ao time principal, e ainda neste ano esteve emprestado ao Colo Colo, onde fez um bom Campeonato Baiano.
Ainda em 2008, foi emprestado para o Tigres do Brasil, sendo decisivo no acesso do time carioca à primeira divisão estadual e, já em 2009, na conquista da Copa Rio.
Devido à suspensão do titular Viáfara, Lee foi o goleiro do Vitória no primeiro jogo da final da Copa do Brasil de 2010, contra o Santos, em que ganhou certa notoriedade ao ficar parado e defender um pênalti de Neymar, em que ele tentou dar uma cavadinha. Já visando este jogo, na última partida da equipe antes da final, o técnico Ricardo Silva optou por testá-lo como titular, contra o Grêmio Prudente, pela 11ª rodada do Brasileirão. Lee não levou nenhum gol em sua estreia, e o jogo terminou empatado em 0 a 0.
No entanto, no final do ano seu contrato não foi renovado e o jogador foi dispensado.
No dia 19 de janeiro de 2011, foi anunciado como novo reforço do Atlético Mineiro. O jogador chegou para disputar posição com Renan Ribeiro e Giovanni. Lee assinou um contrato de 5 anos com o Galo, que adquiriu 25% dos seus direitos econômicos, com opção de compra de mais 25% ao final de 2011.
Sem oportunidades no Atlético, Lee foi emprestado ao Boa Esporte até o final de 2012.
No dia 5 de julho de 2014, Lee rescindiu seu contrato com o Atlético Mineiro de forma amigável. O goleiro acertou por duas temporadas com o Académica, de Portugal.

## Títulos
Vitória
- Campeonato Baiano: 2010
- Campeonato do Nordeste: 2010

Atlético Mineiro
- Campeonato Mineiro: 2012 e 2013
- Copa Libertadores da América: 2013[5]

Boa
- Taça Minas Gerais: 2012